# Winfried Becker (Historiker)
Winfried Becker (* 2. November 1941 in Merzig) ist ein deutscher Historiker.
Becker studierte Geschichte und Germanistik in Saarbrücken. Nach dem Ersten Staatsexamen 1967 setzte er sein Studium an der Universität Bonn fort. Dort wurde er 1971 bei Konrad Repgen mit einer Studie über den Kurfürstenrat zum Dr. phil. promoviert. 1979 folgte an der Universität Regensburg mit einer von Dieter Albrecht angeregten Arbeit über Georg von Hertling die Habilitation in Neuerer und Neuester Geschichte. Von 1967 bis 1972 war er wissenschaftlicher Mitarbeiter bei der Vereinigung zur Erforschung der Neueren Geschichte in Bonn, von 1973 bis 1977 Assistent am Historischen Seminar der Ludwig-Maximilians-Universität München, von 1977 bis 1979 Assistent am Historischen Seminar der Universität Regensburg und von 1980 bis 1983 wissenschaftlicher Mitarbeiter bei der Konrad-Adenauer-Stiftung in Sankt Augustin. 1984 wurde er auf den Lehrstuhl für Neuere und Neueste Geschichte an der Universität Passau berufen. 2007 wurde er emeritiert. Becker ist Mitglied des wissenschaftlichen Beirates der Kommission für Zeitgeschichte.

## Schriften (Auswahl)
- Der Kurfürstenrat. Grundzüge seiner Entwicklung in der Reichsverfassung und seine Stellung auf dem Westfälischen Friedenskongress. Aschendorff, Münster 1973.
- „Göttliches Wort“, „Göttliches Recht“, „Göttliche Gerechtigkeit“. Die Politisierung Theologischer Begriffe? In: Revolte und Revolution in Europa. Referate und Protokolle des Internationalen Symposiums zur Erinnerung an den Bauernkrieg 1525 (Memmingen, 24.–27. März 1975). Hrsg. von Peter Blickle. München 1975 (= Historische Zeitschrift. Neue Folge. Beiheft 4).
- Georg von Hertling 1843–1919. Jugend und Selbstfindung zwischen Romantik und Kulturkampf. Matthias-Grünewald-Verlag, Mainz 1981 (online).
- CDU und CSU 1945–1950. Vorläufer, Gründung und regionale Entwicklung bis zum Entstehen der CDU-Bundespartei. Hase und Koehler, Mainz 1987.
- Frederic von Rosenberg (1874–1937). Diplomat vom späten Kaiserreich bis zum Dritten Reich, Außenminister der Weimarer Republik. Vandenhoeck & Ruprecht, Göttingen 2011.